# Uggie
Uggie (Califórnia, 14 de fevereiro de 2002 - Los Angeles, 7 de agosto de 2015) foi um cachorro ator estadunidense.
Cão da raça Jack russell terrier, ficou famoso por ter participado de filmes como Água para Elefantes e O Artista.  Em outubro de 2012 foi lançado seu livro de memória com o título: "Uggie, My Story".
Por suas atuações no cinema, ganhou os prêmio: Palm Dog Award (prêmios para animas do Festival de Cannes) de 2011 pelo papel de "Jack" em "The Artist" e a Coleira de ouro de 2012 pelo mesmo papel. Também recebeu uma indicação no Prix Lumière e a menção de "Melhor performance de um animal", concedido pela jornal The Seattle Times. Em 25 de junho de 2012, suas patas foram gravadas na "Calçada da Fama" do Grauman's Chinese Theatre.
Também atuou em "What's Up Scarlett" (2005), "Wassup Rockers" (2005), "Mr. Fix It" (2006) e "The Campaign" (2012).
Seu último dia de vida foi em 7 de agosto de 2015, quando foi eutanasiado devido a um tumor na próstata.